# Macaubal (kommun)
Macaubal är en kommun i Brasilien.   Den ligger i delstaten São Paulo, i den södra delen av landet, 600 km söder om huvudstaden Brasília. Antalet invånare är 7 663.
Följande samhällen finns i Macaubal:
- Macaubal

Trakten runt Macaubal består i huvudsak av gräsmarker. Runt Macaubal är det glesbefolkat, med 13 invånare per kvadratkilometer.